# Kalat Nadżm
Kalat Nadżm – wieś w Syrii, w muhafazie Aleppo, w dystrykcie Manbidż. W 2004 roku liczyła 587 mieszkańców.